# 梁國琮
梁國琮，字儷裳，廣東番禺人。清朝翰林。

## 生平
道光十七年（1837年）丁酉科廣東鄉試第一名解元。道光十八年（1838年）戊戌科進士。選翰林院庶吉士，散館授編修。